# Pracejovice

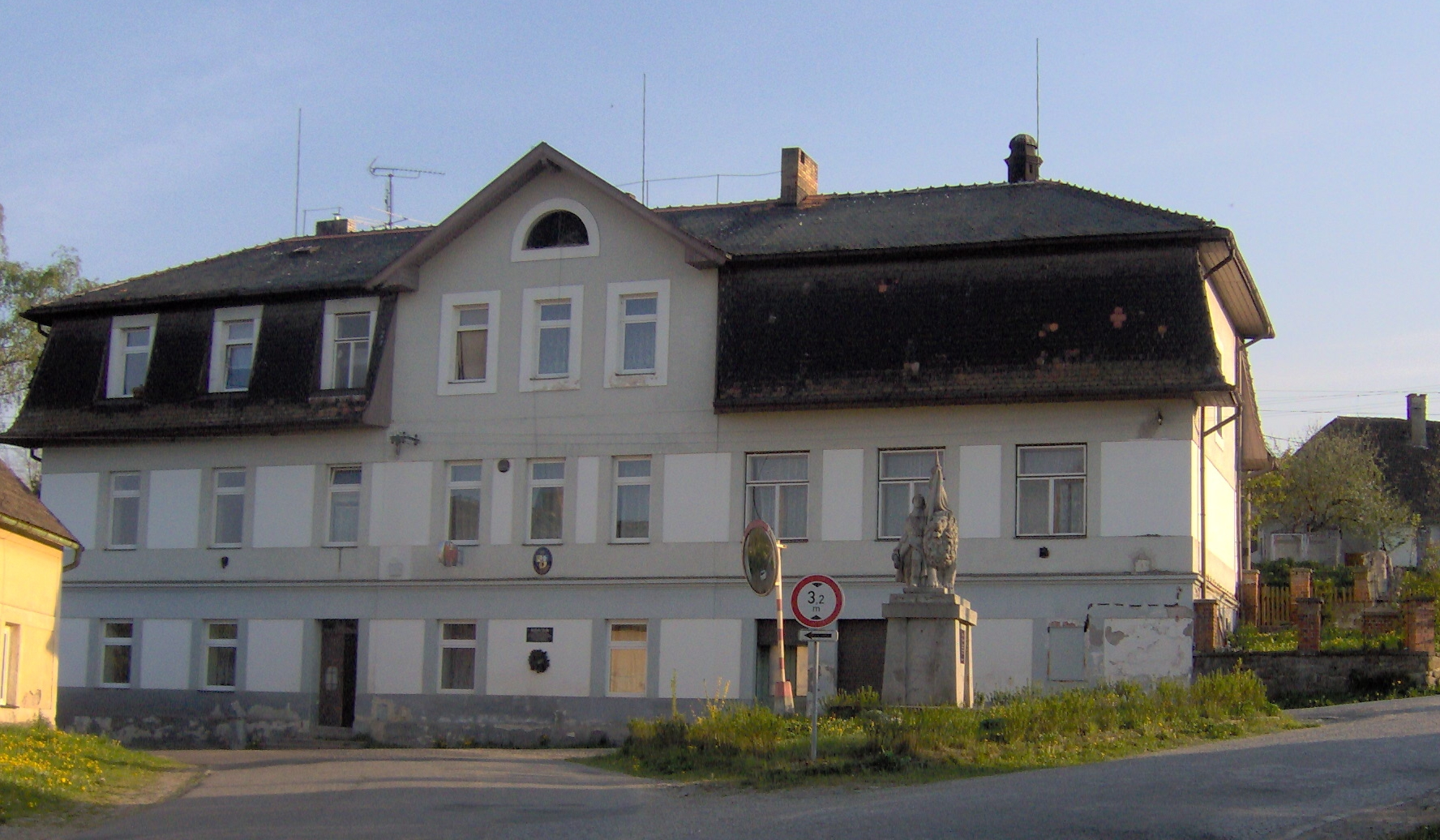
Geburtshaus von Rudolf Beran

Pracejovice [ˈprat͡sɛjovɪt͡sɛ] (deutsch Pratzowitz) ist eine Gemeinde in Tschechien. Sie liegt fünf Kilometer westlich von Strakonice in Südböhmen und gehört zum Okres Strakonice.

## Geographie

### Geographische Lage
Pracejovice befindet sich rechtsseitig der Otava, gegenüber der Einmündung der Kolčavka (Rissowsky), im Vorland des Böhmerwaldes. Südöstlich erhebt sich der V Holí (435 m), im Süden die Kamenná bába (557 m) und der Háj (530 m) und südwestlich die Mladiny (600 m). Am südwestlichen Ortsausgang liegt der Teich Pracejovický rybník. Gegen Südosten erstreckt sich der Wald Hůl. Durch den Ort führt die Bahnstrecke České Budějovice–Plzeň.

### Gemeindegliederung
Die Gemeinde Pracejovice besteht aus den Ortsteilen Makarov (Makarow) und Pracejovice (Pratzowitz).

### Nachbargemeinden
Nachbarorte sind Střela und Dražejov im Norden, Virt und Nový Dražejov im Nordosten, Bažantnice, Sídliště Mír, Podskalí, Kalvárie,  Strakonice und Stará Valcha im Osten, Mutěnice, V Holí und Radošovice im Südosten, Sousedovice, Smiradice und Drachkov im Süden, Milčice und Makarov im Südwesten, Stružský Mlýn, Koclov, Sloučín und Novosedly im Westen sowie Liboč, Katovice und Pohodnice im Nordwesten.

## Geschichte
Das mittlere Otavatal wurde am Übergang vom 2. zum 1. Jahrtausend v. Chr. erstmals besiedelt, jedoch sind auf dem Gebiet der Gemeinde noch keine Funde aus dieser Zeit gemacht wurden. Die ältesten Funde stellen Keramikreste mit Graphitverzierungen aus dem 1. Jahrhundert dar, die dem keltischen Stamm der Bojer zuzuordnen sind. Im Jahre 1931 entdeckte der Archäologe Bedřich Dubský am Feldweg zwischen Pracejovice und Sloučín ein keltisches Hügelgrab. Auf dem Hügel Hradiště bei Sousedovice befand sich zwischen dem 8. und 10. Jahrhundert eine slawische Burgstätte. Es wird angenommen, dass Pracejovice zu Beginn des 11. Jahrhunderts von einer Familie Pracejův gegründet wurde. Seit dem 13. Jahrhundert gehörte das Dorf zu den Besitzungen der Bavor von Strakonitz.
Die erste schriftliche Erwähnung von Pracejovice erfolgte am 22. Januar 1308 als Bavor III. von Strakonitz das Dorf samt dem Seifen, Teich und Wiesen dem Malteserorden verkaufte. In den nachfolgenden fünfeinhalb Jahrhunderten stand das selbständige Dorf unter der Burgrechtsverwaltung der Malteser. Im Jahre 1840 bestand Pratschowitz bzw. Pratzowitz/Pračowice aus 20 Häusern mit 158 Einwohnern. Im Dorf gab es eine Kapelle. Abseitig lag ein Jägerhaus. Pfarrort war Strakonitz. Bis zur Mitte des 19. Jahrhunderts blieb das Dorf immer nach Strakonitz untertänig.
Nach der Aufhebung der Patrimonialherrschaften bildete Pracejovice/Pratzowitz ab 1850 mit den Ortsteilen Mukarov und Drachkov eine Gemeinde in der Bezirkshauptmannschaft und dem Gerichtsbezirk Strakonice. 1921 lösten sich Drachkov und Makarov von Pracejovice los und bildete eigene Gemeinden. 1964 wurden Drachkov und Makarov wieder eingemeindet. Nach einem Referendum wurde Drachkov am 1. Jänner 1992 wieder eigenständig.

## Kultur und Sehenswürdigkeiten

### Bauwerke
- Kapelle der Jungfrau Maria in Pracejovice
- Büste von Antonín Švehla in Pracejovice
- Gasthof, Geburtshaus von Rudolf Beran
- Kapelle in Makarov
- Goldseifen im Wald Hůl, südöstlich von Pracejovice, archäologische Fundstätte

### Grünflächen und Naherholung
- Naturreservat Bažantnice u Pracejovic, nordöstlich des Dorfes an der Otava

## Söhne und Töchter der Gemeinde
- Rudolf Beran (1887–1954), tschechoslowakischer Politiker und Ministerpräsident